# Cottonwood Canyon
Cottonwood Canyon är en kanjon i Kanada.   Den ligger i provinsen British Columbia, i den centrala delen av landet, 3 800 km väster om huvudstaden Ottawa. Cottonwood Canyon ligger 249 meter över havet.
Terrängen runt Cottonwood Canyon är varierad. Cottonwood Canyon ligger nere i en dal. Trakten runt Cottonwood Canyon är nära nog obefolkad, med mindre än två invånare per kvadratkilometer.. 
I omgivningarna runt Cottonwood Canyon växer i huvudsak barrskog.